# Ao cá

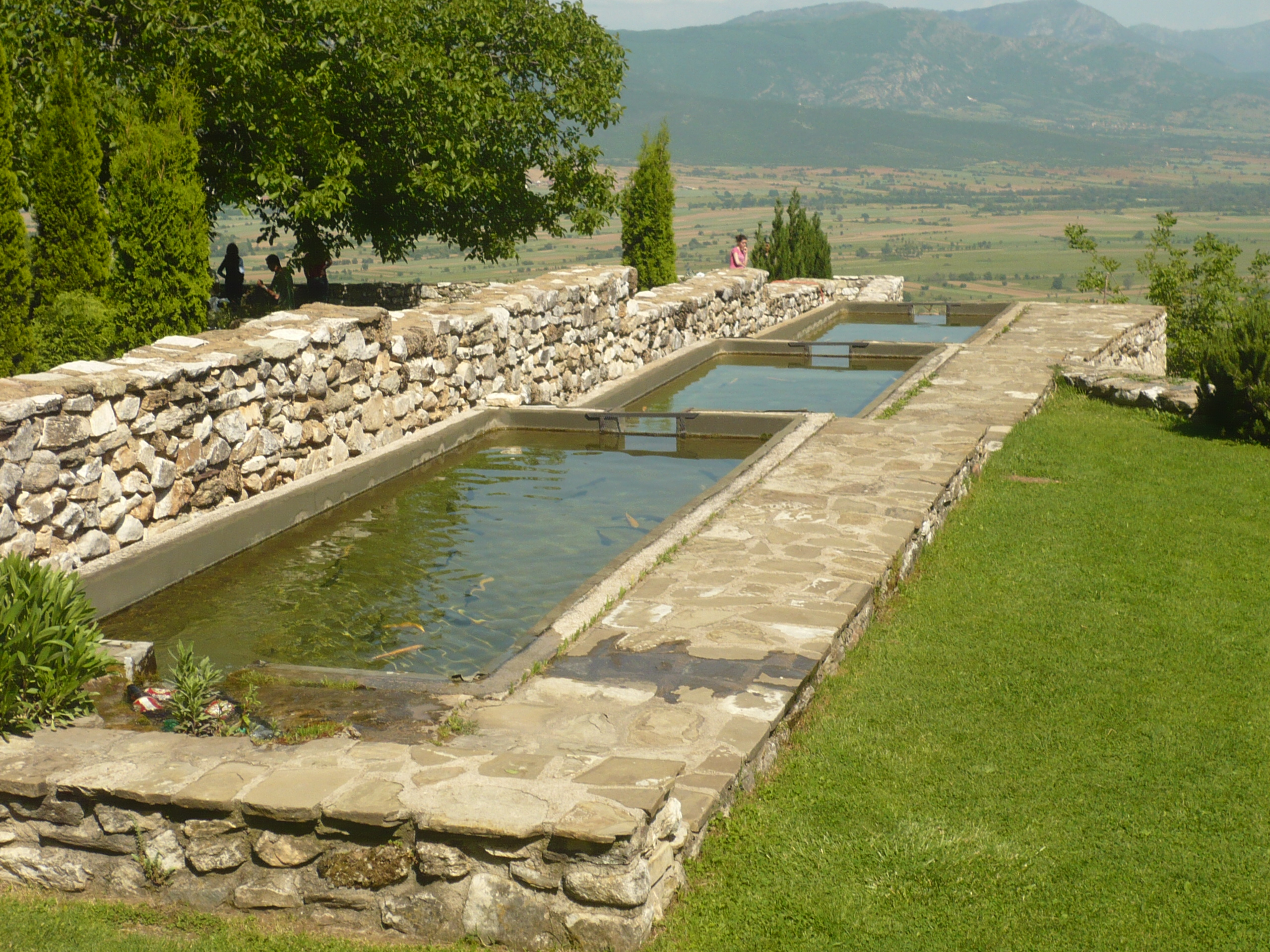
Một ao cá trên cao nguyên.

Ao cá được nông dân dùng để nuôi thủy sản như cá, tôm,...Loại ao này thường được đào, hoặc cải tạo từ một chỗ trũng nước và được đắp gia cố thêm xung quanh. Sau khi thu hoạch thủy sản, ao thường được xả nước và vệ sinh kỹ để tránh mầm bệnh. Biện pháp phổ biến là rải vôi.

## Vuông
Vuông là ao nước dùng để nuôi cá, tôm; mỗi vuông có kích thước từ 30 đến 200 ha, với hình dạng ao đa dạng chứ không phải chỉ có hình vuông. Từ "vuông" xuất phát từ từ địa phương của dân cư vùng Cà Mau. Vuông thường được biết đến nhiều nhất là vuông tôm.

### Tạp chí
- Mạ̌t trận Tố Quốc Việt Nam (1977). "Đại đoàn kết, Số phát hành 9-29". NXB Thành phố Hồ Chí Minh. {{Chú thích tạp chí}}: Chú thích magazine cần |magazine= (trợ giúp)